# Lista över utvalda konstverk i Finland i Europeana 280
Lista över utvalda konstverk i Finland i Europeana 280 förtecknar de tio konstverk i Finland, som valdes ut 2015–16 av Finlands Nationalgalleri för att representera Finland i projektet Europeana 280.

## Konstverken i Europeanas utställning
| bild | namn                                            | konstnär             | år           | typ             | plats                | koordinater                                   |
| ---- | ----------------------------------------------- | -------------------- | ------------ | --------------- | -------------------- | --------------------------------------------- |
|      | Landsväg i Tavastland                           | Werner Holmberg      | 1860         | olja på duk     | Ateneum, Helsingfors | 60°10′12″N 24°56′39″Ö / 60.17000°N 24.94417°Ö |
|      | Greta Haapasalo spelande kantele i en bondstuga | Robert Wilhelm Ekman | 1868         | olja på duk     | Ateneum, Helsingfors |                                               |
|      | I Luxembourgträdgården                          | Albert Edelfelt      | omkring 1887 | olja på duk     | Ateneum, Helsingfors |                                               |
|      | Ut i världen                                    | Maria Wiik           | 1889         | olja på duk     | Ateneum, Helsingfors |                                               |
|      | Den sårade ängeln                               | Hugo Simberg         | 1903         | olja på duk     | Ateneum, Helsingfors |                                               |
|      | Sittande dam                                    | Valle Rosenberg      | 1913         | olja på duk     | Ateneum, Helsingfors |                                               |
|      | Klockorna                                       | Ilmari Aalto         | 1914         | olja på duk     | Ateneum, Helsingfors |                                               |
|      | Läxförhör                                       | Yrjö Ollila          | 1923         | olja på duk     | Ateneum, Helsingfors |                                               |
|      | Den grå dansen                                  | Väinö Kunnas         | 1928         | olja på duk     | Ateneum, Helsingfors |                                               |
|      | Självporträtt                                   | Vilho Lampi          | 1933         | olja på plywood | Ateneum, Helsingfors |                                               |